# Frørup Sogn (Nyborg Kommune)
 For alternative betydninger, se Frørup Sogn. (Se også artikler, som begynder med Frørup Sogn)
Frørup Sogn er et sogn i Kerteminde-Nyborg Provsti (Fyens Stift).
I 1800-tallet var Frørup Sogn et selvstændigt pastorat. Det hørte til Vindinge Herred i Svendborg Amt. Frørup sognekommune blev ved kommunalreformen i 1970 indlemmet i Nyborg Kommune.
I Frørup Sogn ligger Frørup Kirke. Taarup Kirke blev i 1883 indviet som filialkirke til Frørup Kirke. Tårup blev så et kirkedistrikt i Frørup Sogn. I 2010 blev Taarup Kirkedistrikt udskilt som det selvstændige Tårup Sogn.
I Frørup og Tårup sogne findes følgende autoriserede stednavne:
- Blæsenborg (bebyggelse)
- Elvid (bebyggelse)
- Frederikshøj (bebyggelse)
- Frørup (bebyggelse, ejerlav)
- Helvedbakke (areal)
- Kløverhage (areal)
- Kongshøj (bebyggelse, ejerlav)
- Langæble (bebyggelse, ejerlav)
- Mademose (bebyggelse)
- Margretelund (bebyggelse)
- Møllerlund (bebyggelse)
- Sentved (bebyggelse, ejerlav)
- Slude (bebyggelse, ejerlav)
- Sludebakken (bebyggelse)
- Sludegård (landbrugsejendom)
- Tornekrog (bebyggelse)
- Tårup (bebyggelse, ejerlav)
- Tåruplunde (landbrugsejendom)
- Åhuse (bebyggelse)